# Salt Lake City
Salt Lake City este capitala și cel mai populat oraș din statul Utah al Statelor Unite ale Americii. Numele orașului este adesea prescurtat la Salt Lake sau la acronimul SLC. Conform ultimului recensământ, Census 2010, Salt Lake City avea o populație de 186.440 de locuitori.
Zona metropolitană, care conține Salt Lake City ca nucleu al său, are o populație totală de 1.124.197 de locuitori. Există, de asemenea o zonă urbană mai mare, Wasatch Front, în care Salt Lake City este parte și care aglomerează 2.238.697 de locuitori. Este una din cele două arii urbane din Marele Bazin (cealalaltă fiind Reno, Nevada), și cea mai mare din Intermountain West.
Rețeaua de străzi a orașului este în mare parte rectangulară (fapt aproape tipic orașelor aflate la vest de fluviul Mississippi), cu străzi orientate nord-sud și est-vest. Punctul de start, centrul rețelei rectangulare, îl reprezintă Templul Mormon, sau Temple Square, adresele în oraș având drept referință această locație.
Orașul se găsește în Valea Salt Lake, găsindu-se la vest de lanțul munților Wasatch, o zonă extrem de frumoasă și pitorească, care are între octombrie și iunie cantități impresionante de zăpadă, ceea ce face ski-ul și alte sporturi de iarnă extrem de iubite și populare. Aceste fapte mențin reputația orașului, ca fiind locul cu cea mai bună zăpadă din lume.

## Istoric
Orașul a fost fondat la data de 24 iulie 1847 de un grup de mormoni dintre care 143 de bărbați, 3 femei și 2 copii, conduși de liderul lor Brigham Young în încercarea de a fugi de violența și ostilitatea din Vestul Mijlociu. Așezământul a fost stabilit în vecinătatea lacului Great Salt Lake City în denumirea originală, sau Orașul Marele Lac Sărat, dar curând adjectivul din engleză great - mare a fost exclus din denominare. După sosirea în regiune, liderul religios al grupului de mormoni, Brigham Young, a avut convingerea că "aici este locul". Ca atare, în 4 ani de la sosirea în regiune, au fost puse bazele ale celui de-al treilea Templu al Bisericii Mormone (Biserica lui Isus Hristos a Sfinților din Zilele din Urmă - The Church of Jesus Christ of Latter-day Saints), azi sub denumirea de Temple Square.

## Climă
Great Lake City, marea întindere sărată aflată în nord-vestul orașului, are un efect de moderare a temperaturilor în timpul iernii, astfel încât rareori acestea scad sub -20 °C. În schimb, în timpul verii, manifestând tendința tipică climei temperat continentale, temperaturile pot ajunge pană la 37 °C., dar climatul nu devine inconfortabil datorită umidității relativ ridicate pentru un deșert (Marele Bazin) și faptului ca orașul, precum întreaga zonă Wasatch Front se află la peste 1300 de metri deasupra nivelului mării.
| Date climatice pentru Salt Lake City International Airport (1981–2010 normale, extreme 1874–prezent) | Date climatice pentru Salt Lake City International Airport (1981–2010 normale, extreme 1874–prezent) | Date climatice pentru Salt Lake City International Airport (1981–2010 normale, extreme 1874–prezent) | Date climatice pentru Salt Lake City International Airport (1981–2010 normale, extreme 1874–prezent) | Date climatice pentru Salt Lake City International Airport (1981–2010 normale, extreme 1874–prezent) | Date climatice pentru Salt Lake City International Airport (1981–2010 normale, extreme 1874–prezent) | Date climatice pentru Salt Lake City International Airport (1981–2010 normale, extreme 1874–prezent) | Date climatice pentru Salt Lake City International Airport (1981–2010 normale, extreme 1874–prezent) | Date climatice pentru Salt Lake City International Airport (1981–2010 normale, extreme 1874–prezent) | Date climatice pentru Salt Lake City International Airport (1981–2010 normale, extreme 1874–prezent) | Date climatice pentru Salt Lake City International Airport (1981–2010 normale, extreme 1874–prezent) | Date climatice pentru Salt Lake City International Airport (1981–2010 normale, extreme 1874–prezent) | Date climatice pentru Salt Lake City International Airport (1981–2010 normale, extreme 1874–prezent) | Date climatice pentru Salt Lake City International Airport (1981–2010 normale, extreme 1874–prezent) |
| Luna                                                                                                 | Ian                                                                                                  | Feb                                                                                                  | Mar                                                                                                  | Apr                                                                                                  | Mai                                                                                                  | Iun                                                                                                  | Iul                                                                                                  | Aug                                                                                                  | Sep                                                                                                  | Oct                                                                                                  | Nov                                                                                                  | Dec                                                                                                  | Anual                                                                                                |
| --- | --- | --- | --- | --- | --- | --- | --- | --- | --- | --- | --- | --- | --- |
| Maxima istorică °F (°C)                                                                              | 63 (17)                                                                                              | 69 (21)                                                                                              | 80 (27)                                                                                              | 89 (32)                                                                                              | 99 (37)                                                                                              | 105 (41)                                                                                             | 107 (42)                                                                                             | 106 (41)                                                                                             | 100 (38)                                                                                             | 89 (32)                                                                                              | 75 (24)                                                                                              | 69 (21)                                                                                              | 107 (42)                                                                                             |
| Maxima medie °F (°C)                                                                                 | 37.4 (3)                                                                                             | 43.2 (6,2)                                                                                           | 53.7 (12,1)                                                                                          | 61.6 (16,4)                                                                                          | 71.9 (22,2)                                                                                          | 83.0 (28,3)                                                                                          | 92.6 (33,7)                                                                                          | 90.5 (32,5)                                                                                          | 79.2 (26,2)                                                                                          | 64.7 (18,2)                                                                                          | 49.4 (9,7)                                                                                           | 38.0 (3,3)                                                                                           | 63,8 (17,7)                                                                                          |
| Minima medie °F (°C)                                                                                 | 21.6 (−5.8)                                                                                          | 25.2 (−3.8)                                                                                          | 33.6 (0,9)                                                                                           | 39.5 (4,2)                                                                                           | 47.8 (8,8)                                                                                           | 56.4 (13,6)                                                                                          | 64.7 (18,2)                                                                                          | 63.4 (17,4)                                                                                          | 53.0 (11,7)                                                                                          | 41.3 (5,2)                                                                                           | 30.6 (−0.8)                                                                                          | 22.6 (−5.2)                                                                                          | 41,6 (5,3)                                                                                           |
| Minima istorică °F (°C)                                                                              | −22 (−30)                                                                                            | −30 (−34)                                                                                            | 0 (−18)                                                                                              | 14 (−10)                                                                                             | 25 (−4)                                                                                              | 32 (0)                                                                                               | 40 (4)                                                                                               | 37 (3)                                                                                               | 27 (−3)                                                                                              | 16 (−9)                                                                                              | −14 (−26)                                                                                            | −21 (−29)                                                                                            | −30 (−34)                                                                                            |
| Precipitații inches (mm)                                                                             | 1.25 (31.8)                                                                                          | 1.25 (31.8)                                                                                          | 1.79 (45.5)                                                                                          | 1.99 (50.5)                                                                                          | 1.95 (49.5)                                                                                          | 0.98 (24.9)                                                                                          | 0.61 (15.5)                                                                                          | 0.69 (17.5)                                                                                          | 1.21 (30.7)                                                                                          | 1.52 (38.6)                                                                                          | 1.45 (36.8)                                                                                          | 1.41 (35.8)                                                                                          | 16,10 (408,9)                                                                                        |
| Zăpadă inches (cm)                                                                                   | 12.5 (31.8)                                                                                          | 10.7 (27.2)                                                                                          | 6.5 (16.5)                                                                                           | 4.0 (10.2)                                                                                           | 0.3 (0.8)                                                                                            | 0 (0)                                                                                                | 0 (0)                                                                                                | 0 (0)                                                                                                | 0 (0)                                                                                                | 1.4 (3.6)                                                                                            | 7.6 (19.3)                                                                                           | 13.2 (33.5)                                                                                          | 56,2 (142,7)                                                                                         |
| Umiditate [%]                                                                                        | 74.0                                                                                                 | 69.8                                                                                                 | 60.2                                                                                                 | 53.2                                                                                                 | 48.7                                                                                                 | 41.4                                                                                                 | 35.9                                                                                                 | 38.5                                                                                                 | 45.6                                                                                                 | 55.7                                                                                                 | 66.3                                                                                                 | 74.3                                                                                                 | 55,3                                                                                                 |
| Nr. de zile cu precipitații (≥ 0.01 in)                                                              | 10.1                                                                                                 | 9.4                                                                                                  | 9.9                                                                                                  | 9.9                                                                                                  | 9.0                                                                                                  | 5.6                                                                                                  | 4.4                                                                                                  | 5.4                                                                                                  | 5.8                                                                                                  | 7.1                                                                                                  | 9.1                                                                                                  | 9.9                                                                                                  | 95,6                                                                                                 |
| Nr. mediu de zile cu ninsoare (≥ 0.1 in)                                                             | 8.5                                                                                                  | 6.2                                                                                                  | 4.2                                                                                                  | 2.4                                                                                                  | 0.2                                                                                                  | 0 | 0 | 0 | 0 | 0.9                                                                                                  | 4.2                                                                                                  | 8.2                                                                                                  | 34,8                                                                                                 |
| Ore însorite                                                                                         | 127.4                                                                                                | 163.1                                                                                                | 241.9                                                                                                | 269.1                                                                                                | 321.7                                                                                                | 360.5                                                                                                | 380.5                                                                                                | 352.5                                                                                                | 301.1                                                                                                | 248.1                                                                                                | 150.4                                                                                                | 113.1                                                                                                | 3.029,4                                                                                              |
| Sursă: NOAA (relative humidity and sun 1961–1990),                                                   | | | | | | | | | | | | | |